# Židé v Lucembursku

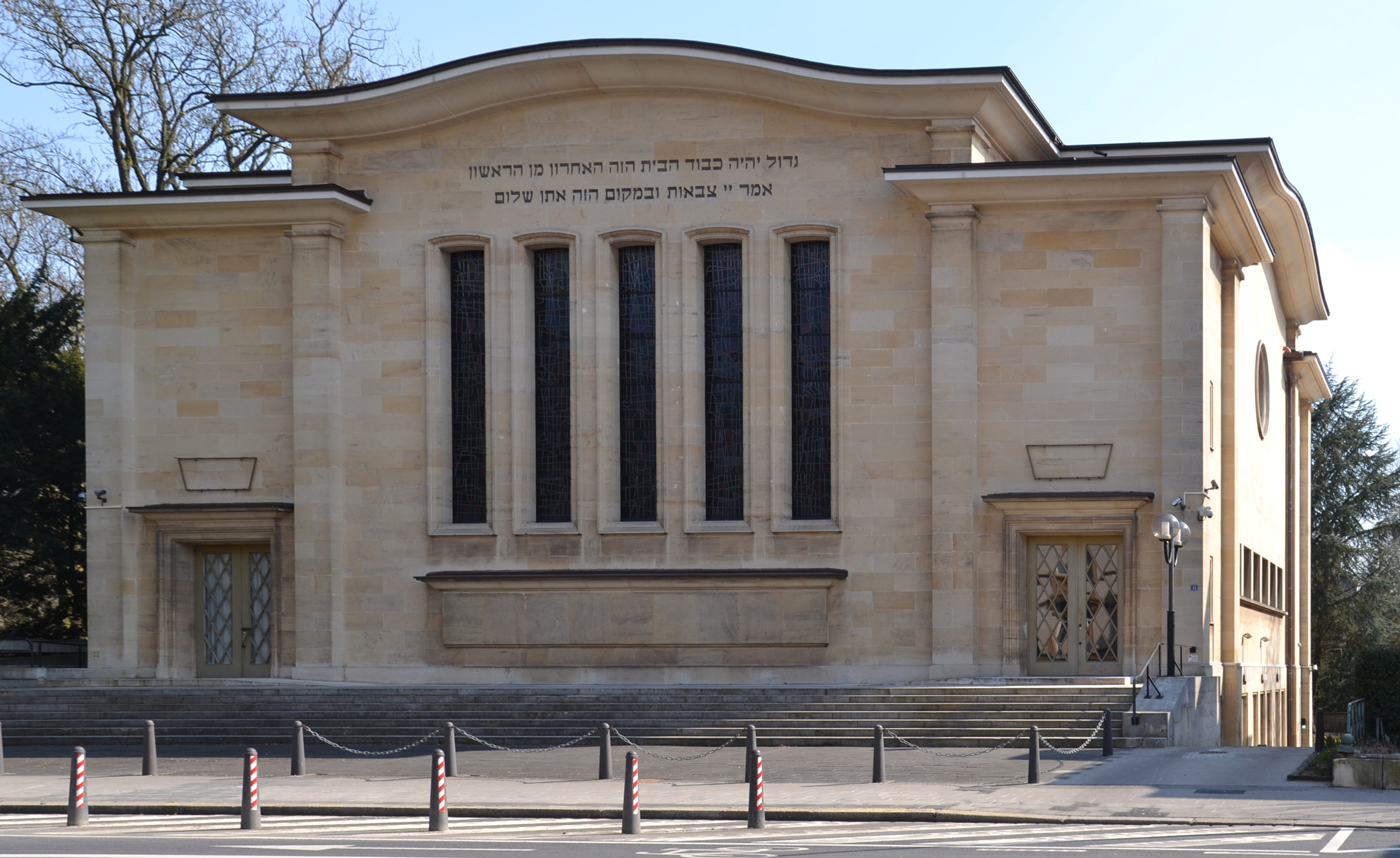
Synagoga v Lucemburku

Židovská populace v Lucembursku čítá přibližně 1200 osob (z toho 650 z nich je členy židovské obce). Židé patří mezi největší a nejvýznamnější náboženské a etnické minority v Lucembursku. Judaismus je zde pátým nejvýznamnějším náboženstvím (po katolicismu, protestantství, pravoslaví a islámu). V absolutních číslech je lucemburská židovská komunita jedna z nejmenších v Evropské unii. V relativních číslech vztažených k celkové populaci pak šestá největší. Judaismus je podporován lucemburskou vládou. Rovnoprávnost získali Židé v Lucembursku po Francouzské revoluci.